# Helsinki

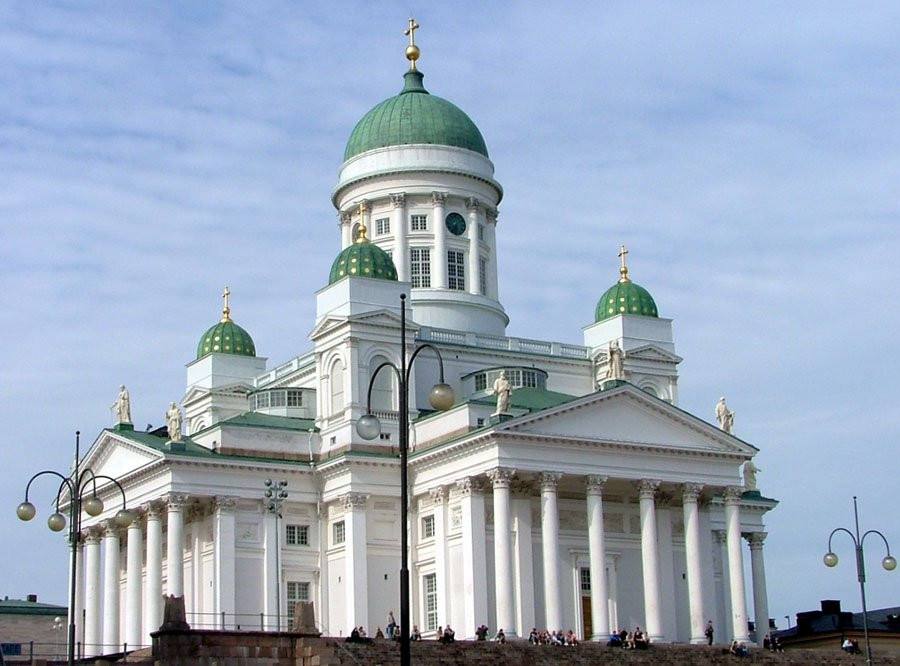
Lutherse Domkerk van Helsinki op het Senaatplein

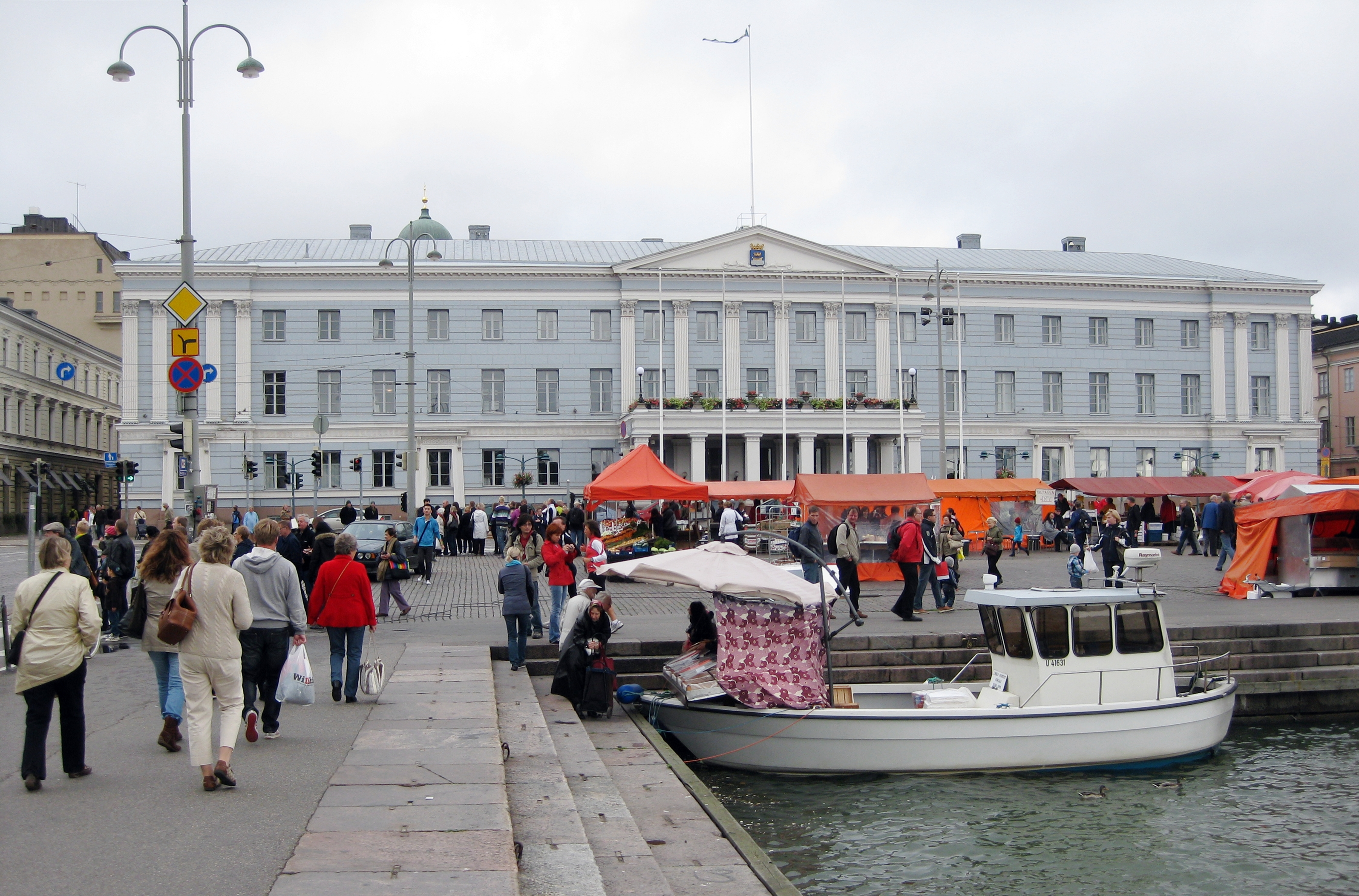
Stadhuis en marktplein van Helsinki

Helsinki (Nederlandse uitspraak: [ˈhɛlˌsɪŋki], de klemtoon valt op de eerste lettergreep; Zweeds: Helsingforsⓘ) is de hoofdstad van de Republiek Finland. De stad ligt aan de zuidkust van het land aan de Finse Golf tegenover de hoofdstad van Estland: Tallinn. Helsinki is tevens de grootste stad en in veel opzichten het centrum van het land. De gemeente Helsinki telt 664.028 inwoners (2022). Inclusief agglomeratie telt Helsinki rond de één miljoen inwoners. Bijna een vijfde van de Finse bevolking woont in en om Helsinki.
Helsinki is een tweetalige gemeente met Fins als meerderheidstaal (± 86%) en Zweeds als minderheidstaal (± 6%).

## Geschiedenis
Helsinki werd in 1550 door de Zweedse koning Gustaaf I gesticht, om als handelsconcurrent voor het aan de overkant van de Finse Golf gelegen Tallinn te dienen. Dit streven verliep niet succesvol en Helsinki bleef een onbeduidend stadje totdat Finland in 1809 door Rusland werd ingelijfd. In 1812 werd besloten de hoofdstad van het westelijk gelegen Turku naar het centraal gelegen Helsinki te verplaatsen.
Vanaf toen groeide de stad snel. In 1827 werd ook de Finse universiteit van Turku naar Helsinki verplaatst. Na het uitroepen van de onafhankelijkheid in 1917 werd de stad strijdtoneel van de burgeroorlog, waarin ze aanvankelijk door socialistische troepen werd ingenomen en de "witte" regering moest uitwijken. Tijdens de Tweede Wereldoorlog was Helsinki een van de weinige hoofdsteden die niet door een vreemde mogendheid werd bezet; wel werd de stad gebombardeerd door Sovjetvliegtuigen. In 1952 vonden in Helsinki de Olympische Spelen plaats en in 1975 werd de slotakte van de Conferentie voor Veiligheid en Samenwerking in Europa in Helsinki getekend.

## Stadsbeeld
Helsinki is (sinds het stadje in 1639 werd verplaatst) op een rotsige landtong in de Finse Golf gebouwd. De Markt van Helsinki (Kauppatori) aan het water vormt het centrum van de stad. Bijzonder is dat de meeste grote veerboten hier vlak bij aanleggen.
Achter het marktplein ligt het Senaatsplein. Dit gedeelte van de stad is in 1816, na een grote brand, door de architect Carl Ludvig Engel in classicistische stijl herbouwd. Het wordt nu als belangrijkste bezienswaardigheid van de stad beschouwd. Aan het plein staat de witte Domkerk van Helsinki, het symbool van Helsinki dat al van verre te zien is.
Ten oosten van het marktplein, op het schiereiland Katajanokka, staat de uit rode baksteen opgetrokken Russisch-orthodoxe Oespenski-kathedraal. Aan de kade van het schiereiland ligt 's zomers de ijsbrekervloot van Helsinki aangemeerd.
Het centrum wordt aan de noordkant begrensd door het Centraal station van Helsinki, dat door de architect Eliel Saarinen in neoromantische stijl werd ontworpen. Vanaf hier zijn tot aan de oever van de zeearm Töölönlahti zijn enkele interessante gebouwen te zien: allereerst het museum voor moderne kunst Kiasma, daarnaast het in het oog springende parlementsgebouw, uit rood graniet opgetrokken in neoclassicistische stijl. Verder naar het noorden het Nationaal Museum van Finland en de witte Finlandia-hal, in 1971 door Alvar Aalto ontworpen.
Direct rondom het centrum liggen de woonwijken Kruununhaka en Katajanokka, in jugendstil opgetrokken, alsmede het zuidelijke Ullanlinna, Eira en Punavuori. Deze wijken zijn behoorlijk heuvelachtig. Even ten westen van het centrum bevindt zich de Temppeliaukio-kerk, een kerk die in een rots is uitgehakt. Ten westen van het centrum ligt de moderne woon- en kantorenwijk Ruoholahti.
Ten noorden van de landtong beginnen de buitenwijken en voorsteden van Helsinki, waarvan Vantaa en Espoo de grootste zijn. Met name in Espoo zijn enkele vroegmoderne woningbouwprojecten te vinden, zoals de tuinstad Tapiola. In het algemeen bestaan de woningen uit appartementblokken en (in mindere mate) eengezinswoningen die zich te midden van de naald- en berkenbossen in een krans ten noorden en oosten van het centrum uitstrekken.
Het hoogste punt van de stad is de kunstmatige heuvel Malminkartanonhuippu.

## Demografie

### Bevolking
Op 31 maart 2016 woonden er 629.512 mensen in Helsinki. Dat aantal groeit met 0,63% per jaar. Het is de grootste en meest internationale stad van Finland. In de hele regio Helsinki (inclusief Espoo, Vantaa en Kauniainen) wonen ongeveer 1,3 miljoen mensen. Helsinki heeft de grootste immigrantenbevolking van Finland (8,9% van de bevolking is in het buitenland geboren) en herbergt 130 nationaliteiten. De meeste immigranten komen uit Rusland, Estland, Zweden, Somalië, Servië, China, Irak en Duitsland. Ongeveer 86% van de bevolking is Finstalig, 6% Zweedstalig en 8% spreekt een andere taal.
Een bijzonder feit is dat er geen enkel deel van Helsinki bekendstaat als beduidend armer dan de rest. Het oosten van Helsinki herbergt echter relatief meer sociaal zwakkere groepen, mede door de aanwezigheid van veel huurbouw van de stad Helsinki zelf. Voorbeelden zijn Malmi, Itäkeskus, Maunula en Jakomäki.

## Bezienswaardigheden
- Domkerk van Helsinki
- Temppeliaukio-kerk
- Oespenski-kathedraal
- Suomenlinna, vesting
- Centraal station van Helsinki
- Parlementshuis
- Presidentieel paleis
- Senaatplein
- Esplanadi stadspark
- Botanische tuinen
- Korkeasaari dierentuin
- Linnanmäki
- Sibeliusmonument
- Finlandia-hal
- Sea Life Helsinki
- Finnair Skywheel
- Centraal Park van Helsinki
- Wintertuin
- Muziekhuis van Helsinki
- Nationaal theater van Finland
- Olympisch Stadion
- Oude Kerk (Helsinki)
- Synagoge van Helsinki

## Musea
- Amos Rex
- Arabiamuseum
- Arbeiderswoningmuseum
- Ateneum
- Bank van Finland-museum
- Cygnaeuksen galleria
- Designmuseum
- Didrichsenmuseum
- Ehrensvärdmuseum
- Fins fotografiemuseum
- Fins sportmuseum
- Hotel-en-restaurantmuseum
- Kiasma, museum voor hedendaagse kunst
- Kunsthal Helsinki
- Kunstmuseum van Helsinki
- Kunstmuseum Sinebrychoff
- Manege van het militair museum
- Mannerheim-museum, het voormalig woonhuis van Carl Gustaf Mannerheim
- Militair museum
- Museum voor Finse architectuur
- Nationaal Museum van Finland
- Natuurhistorisch museum
- Observatorium
- Ruiskumestarin talo, Oudste houten huis in de binnenstad
- Sederholmhuis, Oudste gebouw in de binnenstad
- Stadsmuseum van Helsinki
- Studio Aalto, Het voormalig atelier van Alvar Aalto
- Seurasaari Openluchtmuseum
- Suomenlinnamuseum
- Suomenlinna speelgoedmuseum
- Taidekoti Kirpilä
- Tamminiemi, Het voormalig woonhuis van Urho Kekkonen
- Technologiemuseum
- Theatermuseum
- Trammuseum
- Universiteitsmuseum van Helsinki
- Museumonderzeeër Vessiko
- Villa Aalto, Het voormalig woonhuis van Alvar Aalto
- Villa Gyllenberg
- Villa Hakasalmi

## Cultuur
Op cultureel gebied heeft de stad drie symfonieorkesten: het Filharmonisch Orkest van Helsinki (Helsingin kaupunginorkesteri) en het Fins Radio Symfonieorkest (Radion sinfoniaorkester) die beide het Muziekhuis van Helsinki (Helsingin musiikkitalo) bespelen, en het Helsinki Universiteits-symfonieorkest (Ylioppilaskunnan Soittajat), dat gelieerd is aan de Universiteit van Helsinki. De Finse Nationale Opera en Ballet (Suomen Kansallisooppera ja -baletti) treedt op in het Operahuis aan de Töölönlahti.
Ook tal van theatergezelschappen hebben hier hun plek. Helsinki beschikt over het Nationaal theater van Finland (Suomen Kansallisteatteri) aan het Rautatientori naast het Centraal station.
Helsinki staat bekend als uitgaansstad: tal van restaurants, clubs en cafés zijn te vinden in met name het centrum. Tuska is een Open Air Metal Festival.
In 2000 was Helsinki, dat toen 450 jaar bestond, culturele hoofdstad van Europa.
Op 10 en 12 mei 2007 is in Helsinki, in de Hartwall Arena, het Eurovisiesongfestival georganiseerd, nadat het land dit festival het jaar ervoor had gewonnen.

## Economie
Helsinki is in alle opzichten de belangrijkste stad van het land. Het is de regeringszetel en het diplomatieke centrum. Vrijwel alle hoofdkantoren van grote Finse en internationale ondernemingen zijn in Helsinki of in de voorstad Espoo gevestigd. Helsinki is tevens de grootste industriestad van het land (met voornamelijk machinebouw).

### Winkels
Ten westen van het marktplein begint het zaken-, winkel- en uitgaanscentrum van de stad. De Alexanderstraat (Aleksanterinkatu/Alexandersgatan) is hier de belangrijkste winkelstraat die eindigt bij het Stockmann-warenhuis. Vanaf het marktplein loopt de Esplanade in westelijke richting: vroeger een flaneerstraat, nu de luxe winkelstraat van de stad met een park en muziekpaviljoen in het midden.

## Onderwijs
De stad telt twee universiteiten, enkele hogescholen en tal van specialistische onderwijsinstellingen, zodat veel jongeren uit de rest van het land worden aangetrokken om in Helsinki te studeren.

## Sport
Het belangrijkste sportevenement in Helsinki vond in 1952 plaats. In Helsinki werden in dat jaar de Olympische Zomerspelen georganiseerd. De belangrijkste wedstrijden vonden plaats in het Olympisch Stadion. 
Het Olympisch Stadion is later regelmatig gebruikt voor de organisatie van grote atletiektoernooien. Het EK vond er plaats in 1971, 1994 en 2012. In 1983 werd het eerste WK atletiek in Helsinki georganiseerd. In 2005 organiseerde Helsinki wederom het WK atletiek. Bij die editie werd Rens Blom als eerste Nederlander ooit wereldkampioen in de atletiek. Uniek is dat Helsinki zowel het WK als EK atletiek vaker organiseerde dan welke andere stad ter wereld ook.
HJK Helsinki is de Finse recordkampioen in het voetbal. De club speelt haar wedstrijden evenals het minder succesvolle Klubi-04 Helsinki in het Sonerastadion. Ook meervoudig landskampioen HIFK is afkomstig uit de Finse hoofdstad.
In Helsinki werd in de twintigste eeuw om vele internationale schaatstitels geschaatst. Door de afname van de populariteit van het langebaanschaatsen in Finland en het ontbreken van een indoorbaan kwam er daarna de klad in. Het laatste internationale seniorenkampioenschap in Helsinki vond plaats in 1998. De Europese allroundtitels werden in Helsinki toen gewonnen door Rintje Ritsma en Claudia Pechstein. Dit toernooi werd geschaatst op de nog steeds in gebruik zijn de onoverdekte ijsbaan van Oulunkylä.
Voor het Wereldkampioenschap ijshockey werden in 1974, 1982, 1991, 1997, 2003, 2012, 2013 en 2022 wedstrijden in Helsinki gespeeld. IJshockeyteam Jokerit is als enige Finse team actief in de Kontinental Hockey League en speelt haar wedstrijden in de Hartwall Arena. HIFK Helsinki speelt wel in de Finse competitie en werkt haar thuiswedstrijden af in de Helsingin jäähalli.

## Verkeer en vervoer

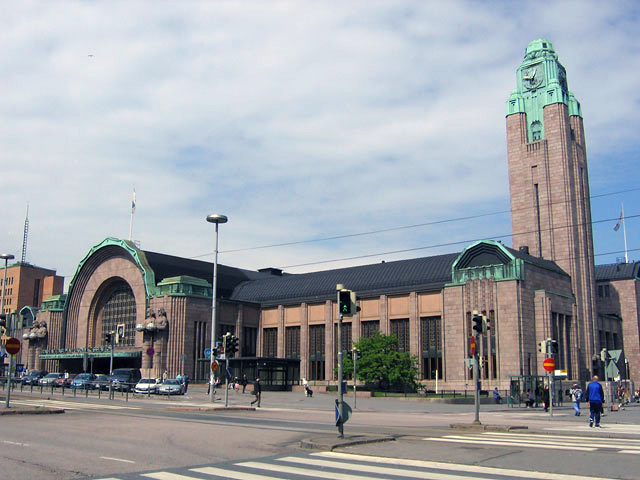
Station Helsinki

Helsinki beschikt over uitstekende transportmogelijkheden: het is de grootste import- en passagiershaven van het land. De luchthaven Helsinki-Vantaa ligt in de noordelijke voorstad Vantaa. De treinverbindingen worden verzorgd door VR-Yhtymä.
De tram van Helsinki heeft een uitgebreid netwerk. Verder rijden er bussen en de metro van Helsinki.
Om de stad zijn twee ringen voor het autoverkeer. Vanuit Helsinki zijn acht wegen bereikbaar. Verder zijn er de E12, E18 en E75.

## Klimaat
Helsinki heeft een vochtig landklimaat. De stad ligt op een hoge breedtegraad en heeft dus duidelijke seizoenen. Op de langste dag is het bijna 19 uren licht en ook de resterende uren wordt het niet volledig donker (witte nacht). Op de kortste dag is het nog geen 6 uren licht.
| Maand                  | jan  | feb  | mrt  | apr  | mei  | jun  | jul  | aug  | sep  | okt  | nov  | dec  | Jaar  |
| ---------------------- | ---- | ---- | ---- | ---- | ---- | ---- | ---- | ---- | ---- | ---- | ---- | ---- | ----- |
| Gemiddeld maximum (°C) | −2,6 | −2,9 | 1,1  | 7,5  | 15,5 | 19,8 | 21,8 | 19,9 | 14,0 | 8,1  | 2,5  | −0,8 | 8,7   |
| Gemiddeld minimum (°C) | −8,5 | −9,3 | −5,6 | −0,7 | 4,4  | 9,3  | 11,8 | 10,7 | 6,1  | 2,2  | −2,4 | −6,6 | 1,0   |
|                        |      |      |      |      |      |      |      |      |      |      |      |      |       |
| Neerslag (mm)          | 43,9 | 34,0 | 35,3 | 35,7 | 35,1 | 49,2 | 68,8 | 77,7 | 69,4 | 74,5 | 69,2 | 57,0 | 649,8 |
| Bron: WMO: (1971-2000) |      |      |      |      |      |      |      |      |      |      |      |      |       |